# Hallgrim Berg
Hallgrim Berg (ur. 28 stycznia 1945 w Ål) – norweski polityk, deputowany, muzyk folkowy.
Z wykształcenia filolog. Był radnym gminy i okręgu. Pełnił funkcję zastępcy poselskiego (1977–1985, 1997–2001) oraz deputowanego (1985–1997). Po wycofaniu się z polityki zajął się działalnością gospodarczą oraz muzyką folkową – nagrał m.in. płyty Seljefløyta (1997) i Munnharpa (1998).